# Monophyllaea horsfieldii
Monophyllaea horsfieldii är en tvåhjärtbladig växtart som beskrevs av R. Brown. Monophyllaea horsfieldii ingår i släktet Monophyllaea och familjen Gesneriaceae. Inga underarter finns listade i Catalogue of Life.